# Chitartala
Chitartala és un riu del districte de Cuttack a Orissa.
És una branca del riu Mahanadi del que se separa a 15 km del lloc on se separa del Birupa. després d'uns kilòmetres es divideix en el Chitartala i el Nun, que després es tornen a reunir uns 30 km més avall i el riu unit agafa el nom de Nun i desaigua a l'estuari del Mahanadi a pocs kilòmetres de la costa i, per tant, a la badia de Bengala. El canal de Kendrapara corre per la riba nord del riu entre el punt en què el Chitratala es divideix i fins a Marsaghai.